# Senkwekwe
Senkwekwe († 22. Juli 2007) war ein männlicher Berggorilla, der im Virunga-Nationalpark in der Demokratischen Republik Kongo lebte. Der Silberrücken stellte von 2001 bis 2007 das Oberhaupt der Rugendo-Familie, die nach seinem Vater, dem früheren Anführer der Gruppe, so benannt wurde.

## Lebenslauf
Rugendos Familie bestand noch im Jahr 1997 aus 18 Mitgliedern. Nach einer Auseinandersetzung mit einem seiner Söhne (Humba) brach die Gruppe jedoch auseinander, und nur acht Tiere verblieben bei Rugendo. Senkwekwe war eines von ihnen. 2001 nahmen die Kämpfe zwischen der kongolesischen Armee und bewaffneten Milizen im Gebiet der Virunga-Vulkane an Intensität zu, in deren Verlauf Rugendo zwischen die Fronten geriet und am 15. Juli getötet wurde. Sein Sohn Senkwekwe übernahm daraufhin die Führung der Gruppe. 
Senkwekwe – der Name bezeichnet einen Vogel, der früh am Morgen singt – war als besonders ruhig und friedfertig bekannt. Seine Familie war von allen im Nationalpark am meisten an die Gegenwart von Menschen gewöhnt – so sehr, dass sie gelegentlich die Grenzen des Parks überschritt und sich an den Feldfrüchten der angrenzenden Dörfer gütlich tat, was zu großen Spannungen zwischen Menschen und Tieren führte. Die Ranger des Parks sind jedoch dafür ausgebildet, in solchen Konflikten vermittelnd einzugreifen.
Im Juni 2007 war seine Familie auf zwölf Mitglieder angewachsen. Nur einen Monat später kam es am 22. Juli 2007 zu dem Vorfall, der als „Senkwekwe-Massaker“ bekannt wurde. Die Gruppe wurde von bewaffneten Männern angegriffen und sechs der Tiere getötet, unter ihnen Senkwekwe selbst. Der Grund dafür war offenbar weder der Bedarf an Fleisch (siehe Bushmeat) noch das finanzielle Interesse am Verkauf der Jungtiere. Es schien eine Warnung an die Parkbehörde zu sein, sich nicht länger in die Wilderei und das illegale Abholzen der Wälder zum Zweck der Holzkohlegewinnung einzumischen. Das Massaker wird von der Nationalparkbehörde als die größte Tragödie für die Berggorillas in über 30 Jahren bezeichnet.
Senkwekwe wurde auf dem Gorillafriedhof in Rumangabo beigesetzt.

## Das Senkwekwe Centre
Als die bewaffneten Auseinandersetzungen zu Ende gingen, kehrten die zuvor evakuierten Ranger in den Park zurück. Nach Aufbringung der nötigen Spendengelder wurde 2009 eine Station für Gorilla-Waisen eingerichtet und dem getöteten Silberrücken zu Ehren Senkwekwe Centre genannt. Die Einrichtung liegt in der Nähe der Rumangabo-Station und beherbergt die einzigen Berggorillas weltweit in menschlicher Obhut.
Heute werden dort die vier Jungtiere Ndeze (Senkwekwes Tochter), Ndakasi, Maisha und Matabishi von einem Team aus Tierärzten und Pflegern betreut, mit dem Ziel, ihnen in naher Zukunft ein artgerechtes Leben in der Wildnis zu ermöglichen. Die Auswilderung von Gorillas ist ein schwieriger, sowohl zeit- wie auch kostenintensiver Prozess. Sie müssen sich zunächst physisch und psychisch von den Strapazen ihrer zumeist traumatischen Erfahrungen – sei es durch den Tod ihrer Eltern oder ihre illegale Gefangenschaft – erholen, bevor sie für ein Leben in Freiheit bereit sind. Kaboko, vor der Ankunft von Matabishi der einzige männliche Gorilla der Station, verstarb während des letzten bewaffneten Konflikts in der Region im Juli 2012. Während die eigentliche Todesursache eine Darminfektion war, waren es vermutlich die Salven von Maschinengewehren und Granatwerfern der angreifenden Rebellen, die den Kollaps seines Immunsystems hervorgerufen haben.
Die Station spielt eine wichtige Rolle in der Vermittlung verwaister Grauergorillas, die von illegalen Tierhändlern beschlagnahmt wurden. Sie werden vorübergehend in der Station betreut und nach Feststellung ihrer entsprechenden genetischen Identität an das GRACE Center nahe der Stadt Butembo in der Demokratischen Republik Kongo überstellt.
Ein Schwerpunkt des Zentrums besteht in der Zusammenarbeit mit der lokalen Bevölkerung, um den Menschen – insbesondere den Schulkindern als heranwachsender Generation – die Bedeutung der Tiere nahezubringen. Für viele von ihnen ist ein Besuch im Senkwekwe Centre die erste Gelegenheit, Berggorillas mit eigenen Augen zu sehen.
Das Senkwekwe Centre spielt weiters eine zentrale Rolle in der für den Oscar nominierten Dokumentation Virunga (2014), die die prekäre Situation der Parkranger während des neuerlichen Ausbruchs des Bürgerkriegs sowie die Bemühungen der Verwaltung gegen die Ausbeutung des Parks durch die britische Ölfirma SOCO zum Inhalt hat. Der Virunga-Nationalpark ist nach wie vor das Ziel sowohl ökonomischer wie auch militärischer Interessen: In den letzten 20 Jahren wurden dort 130 Ranger ermordet.